# Дума Иркутска
Городская дума города Иркутска — представительный орган города Иркутска. Депутаты Думы Иркутска избираются на 5 лет в количестве 35 человек по мажоритарной системе по одномандатным избирательным округам.

## Историческая справка
Иркутская городская дума открылась по Указу Сената в 1787 г. и представляла собой сословный купеческо-мещанский орган городского самоуправления. По «Городскому положению 1870 г.» сословные думы заменялись цензовыми думами, члены которой избирались по имущественному цензу. Исполнительным органом думы стала городская управа. Дума была распущена 2 мая 1918 г., восстановлена после белогвардейского переворота в августе того же года, окончательно распущена 20 февраля 1920 г.
В 1793 г. было учреждено Иркутское и Колыванское наместничество с резиденцией в Иркутске и назначен наместник генерал-губернатор. Первое время наместники жили в старом воеводском доме на территории бывшего Кремля, который своими размерами не удовлетворял новую администрацию. Поэтому в 1796 г. генерал- губернатор Б. Леццано призвал губернского архитектора А. И. Лосева и поручил ему составить проект нового дома для своей резиденции. Местом строительства была выбрана площадка на углу улиц Заморской и Дегтевской (ныне Ленина и Российской). Весной следующего года состоялось освящение места и закладка здания. Его построили за короткий срок. В апреле 1799 г. Леццано, осмотрев выстроенный дом, признал его «неудобным к жительствуя и приказал переделать некоторые внутренние покои. Тщанием строителей было возведено на главной улице города двухэтажное каменное здание в строгих красивых архитектурных формах, удачно гармонирующее с расположенными напротив Мещанскими торговыми рядами на Тихвинской площади (ныне сквер имени С. М. Кирова).
В 1838 г. восточно-сибирские генерал-губернаторы переехали в купленный казной Сибиряковский дворец (Белый дом) на Набережной улице. В старом здании разместились управление Главного штаба Сибирского военного округа и его типография, а с 1874 г. городская дума и управа. По проекту архитектора Э. Гофмана с северной стороны, на месте сада, была сделана одноэтажная пристройка для служебных помещений. Пожар 24 июня 1879 г. полностью уничтожил деревянные конструкции здания, вскоре, впрочем, восстановленные. В 1891 г. городской голова В. П. Сукачев поручил молодому талантливому архитектору В. А. Рассушину сделать пристрой к старому зданию на месте одноэтажной пристройки и полностью реконструировать фасад. 4 октября 1892 г. газета «Восточное обозрение» писала.: «Совершена закладка новой пристройки к зданию думы и управы...», а 30 сентября следующего года северную часть здания закончили и начали реконструировать южную, старую часть, построенную по проекту архитектора А. И. Лосева. 21 марта 1895 г. состоялось первое заседание думы в новом здании. Здание было выполнено в классических формах и стало украшением нашего города до 1930-х гг. Оно в какой-то мере напоминало здание Общественного собрания (ныне Театр музкомедии). Реконструкция и надстройка в 1934 г. двух этажей над существующими привели к искажению облика здания. Последняя реконструкция фасада была проведена в 1986 г. С 1920 г. здесь работает городской Совет народных депутатов и в 1935 - 1991 гг. также городской комитет КПСС, а теперь здесь администрация, городской Совет и мэрия.
С июня по август 1829 г. должность генерал-губернатора временно исполнял енисейский гражданский губернатор А. П. Степанов, человек прогрессивных взглядов, литератор, оказавший декабристам во время их следования на каторжные работы, а потом на поселение гостеприимство и внимание. Завязавшиеся дружеские связи с ними он сохранил и в дальнейшем. Во время пребывания в Иркутске он радушно и гостеприимно принимал в доме генерал-губернатора декабриста В. Ф. Раевского и беседовал с ним по различным вопросам.
В типографии штаба с января 1860 по апрель 1862 г. печаталась первая сибирская частная прогрессивная газета «Амур» под редакцией М. В. Загоскина. Отделами газеты руководили М. В. Буташевич-Петрашевский и М. И. Шестунов. В газете принимали участие ссыльные революционеры М. А. Бакунин, Ф. Н. Львов и другие.
С июля по октябрь 1866 г. в помещении Штаба работала Следственная комиссия под председательством Ольденбурга по делу о восстании ссыльных поляков на Кругобайкальском тракте в июне 1866 г. Всего к следствию было привлечено более 1000 человек, в том числе непосредственных участников восстания - 683 человека.
С 1885 по 1897-й г., когда В. П. Сукачев, впитавший в себя идеи декабристов и других революционеров, исполнял должность городского головы, много полезного было сделано для экономического и культурного развития нашего города. На его средства построены здания и открыты начальные училища и школы для девочек и мальчиков, приюты для престарелых женщин. Он активно содействовал строительству понтонного моста через Ангару, усилению противопожарной безопасности города. Большой вклад внес в деятельность Восточно-Сибирского отдела Русского географического общества: на его средства были организованы экспедиции Г. Н. Попанина в Монголию и Китай, приобретены экспонаты и т.д. Благодарные иркутяне избрали В. П. Сукачева почетным гражданином Иркутска и одной из улиц дали его имя. (К сожалению, волюнтаристским решением Иркутского горисполкома улица переименована в Сибирскую).
В этом здании происходили различные события и бывали лица, внесшие большой вклад в историю и культуру нашего города. В 1814 г. в нем временно жил П. А. Словцов, автор исторических трудов «Историческое обозрение Сибири», «Письма из Сибири», «Прогулки вокруг Тобольска» и других. В Иркутске П. А. Словцов работал директором гимназии и народных училищ и оставил заметный след в развитии народного образования края. В мае 1820 г. в доме останавливались участники экспедиции П. Ф. Анжу, Ф. П. Врангель и Ф. Ф. Матюшкин. В августе 1836 г. генерал-губернатор С. Б. Броневский принимал в своей резиденции следующих на поселение декабристов Н. В. Басаргина, В. И. Штейнгеля и М. Ф. Митькова.
В должности секретаря городской управы работали политические ссыльные: участник революционного движения 70-х гг. прошлого столетия ученый И. И. Мейног., собравший большой материал по этнографии, экономике и истории якутов и русского населения Якутской области; П. И. Кларк, активный участник революционного движения и первой российской революции, ставший затем большевиком, высланный из нашего города в 1901 г. В числе гласных городской думы состояли бывшие политические ссыльные - И. И. Попов, редактор газеты «Восточное обозрение», Б. П. Шостакович, участник революционного движения в Польше, избранный городским головой, и другие.
В здании думы работала основанная в мае 1911 г. Иркутская ученая архивная комиссия, в деятельности которой принимали участие политический ссыльный М. П. Овчинников и священник И. Н. Дроздов. Комиссия ставила своей целью собирать и приводить в порядок архивные дела, давать заключение о ценности архитектурных памятников и содействовать их охране, организовывать выставки предметов древности. В 1920 г. собранные комиссией документальные материалы вошли в состав Иркутского государственного архива.
Возникшее в годы первой мировой войны иркутское отделение Всероссийского союза городов разместилось в стенах городской думы. В нем в 1916 г. работал талантливый поэт политический ссыльный Д. И. Глушков (Олерон), сын народовольце активный участник сооруженного восстания 1905 г. в Харькове, сосланный в Сибирь по приговору суда. В эти же годы в должности санитарного врача союза работал видный деятель партии, руководитель знаменского комитета РСДРП в Иркутске Ф. Н. Петров, ставший крупным ученым, дважды Героем Социалистического Труда.
14 декабря 1905 г. служащие управы прекратили работу, собрались в зале заседаний и организовали большой митинг памяти декабристов в связи с 80-летием со дня восстания на Сенатской площади.
После революции зал заседаний становится местом проведения митингов и собраний. С трибуны звучали голоса большевиков П. П. Постышева, Е. Ф. Розмирович, И. С. Уншлихта и других. 4 июня 1917 г. в том же зале состоялось собрание членов иркутской организации РСДРП, которое приняло резолюцию о переходе власти в руки Советов. 2 октября того же года на втором заседании партийной организации произошел раскол по принципиальным вопросам и были созданы две организации: большевистская - РСДРП(б) и меньшевистская РСДРП.
Зал заседаний городской думы использовался и для проведения различных культурных мероприятий: концертных выступлений профессиональных и самодеятельных коллективов, литературных вечеров, детских утренников.

## Партийные фракции и депутатские группы 7-й созыв (2019-2024)
| Депутатское объединение                            | Руководитель                   | Кол-во депутатов |
| -------------------------------------------------- | ------------------------------ | ---------------- |
| Фракция Единая Россия                              | Распутин Алексей Владимирович  | 14               |
| Группа Иркутск социальный                          | Ростислав Викторович Белых     | 3                |
| Фракция Гражданская платформа                      | Александр Александрович Квасов | 3                |
| Группа Стратегия социально-экономического развития | Максим Евгеньевич Девочкин     | 9                |